# Oxymachaeris euryzancla
Oxymachaeris euryzancla är en fjärilsart som beskrevs av Edward Meyrick 1918. Oxymachaeris euryzancla ingår i släktet Oxymachaeris och familjen äkta malar. Inga underarter finns listade i Catalogue of Life.